# Птелея
Пте́лея, кожанка, или вязовик (лат. Ptelea) — род цветковых растений в составе семейства Рутовые (Rutaceae).

## Название
Научное название Ptelea было впервые употреблено по отношению к этому растению Карлом Линнеем в 1735 году в книге Systema naturae. Оно образовано от др.-греч. πτελέα — названия вяза, который это растение напоминает крылатыми плодами.

## Ботаническое описание
Птелеи — неветвистые листопадные кустарники или небольшие деревья. Листья с сильным запахом, железистые, очерёдные, на черешках, разделённые на 3—5 почти сидячих листочков.
Соцветия метельчатые, располагаются на концах веток и в пазухах верхних листьев. Цветки зеленовато-белые, обычно однополые, распускаются одновременно с появлением листьев. Чашечка состоит из 4—6 чашелистиков, вскоре опадает. Венчик из 4—6 лепестков, каждый из которых эллиптической или яйцевидной формы, по краю опушённый с внешней стороны. Тычинки супротивные по отношению к лепесткам, беловатые, с эллиптическими или продолговато-обратнояйцевидными пыльниками, в женских цветках недоразвитые. Пестики с 2—3-лопастным рыльцем, в мужских цветках обычно без рыльца. Завязь 2—3-гнёздная, с 2 семязачатками в каждом гнезде.
Плод — крылатка, три семени окружены со всех сторон сетчатым крылом, продолговатые.

## Ареал
Птелеи распространены в Северной Америке. Птелея городчатая известна только из Калифорнии, птелея бескрылая — из Нижней Калифорнии. Птелея трёхлистная распространена на юго-востоке и юге Северной Америки, встречается в США, Мексике и Канаде.

## Классификация
|  |                                      |  |                                                               |                                                               |                   |  | ещё 8 семейств (согласно Системе APG III) | ещё 8 семейств (согласно Системе APG III) |                            |  |            |  | ещё более 100 родов | ещё более 100 родов |  |
|  |                                      |  |                                                               |                                                               |                   |  | ещё 8 семейств (согласно Системе APG III) | ещё 8 семейств (согласно Системе APG III) |                            |  |            |  | ещё более 100 родов | ещё более 100 родов |  |
|  |                                      |  |                                                               | порядок Сапиндоцветные                                        |                   |  |                                           |                                           | подсемейство Toddalioideae |  |            |  |                     |                     |  |
|  |                                      |  |                                                               | порядок Сапиндоцветные                                        |                   |  |                                           |                                           | подсемейство Toddalioideae |  | от 3 видов |  |                     |                     |  |
|  | отдел Цветковые, или Покрытосеменные |  |                                                               |                                                               | семейство Рутовые |  |                                           |                                           | род Птелея                 |  |            |  |                     |                     |  |
|  | отдел Цветковые, или Покрытосеменные |  |                                                               |                                                               |                   |  |                                           |                                           |                            |  |            |  |                     |                     |  |
|  |                                      |  | ещё 58 порядков цветковых растений (согласно Системе APG III) | ещё 58 порядков цветковых растений (согласно Системе APG III) |                   |  |                                           | ещё 4 подсемейства                        | ещё 4 подсемейства         |  |            |  |                     |                     |  |
|  |                                      |  |                                                               | ещё 58 порядков цветковых растений (согласно Системе APG III) |                   |  |                                           |                                           | ещё 4 подсемейства         |  |            |  |                     |                     |  |

### Синонимы
- Belluccia Adans., 1763, nom. rej.
- Dodonaea Boehm., 1760, nom. illeg.
- Taravalia Greene, 1906

### Виды
- Ptelea aptera Parry, 1884 — Птелея бескрылая
  - [syn.  Taravalia aptera (Parry) Greene, 1906]
- Ptelea crenulata Greene, 1888 — Птелея городчатая
- Ptelea trifoliata L., 1753 — Птелея трёхлистная
  - [syn.  Ptelea baldwinii Torr. & A.Gray, 1838 — Птелея Болдуина]
  - [syn.  Ptelea serrata Small, 1901 — Птелея пильчатая]